# Wichmond
Wichmond est un village appartenant à la commune néerlandaise de Bronckhorst.